# Zatoka Kalifornijska
Zatoka Kalifornijska (hiszp. Golfo de California lub Mar de Cortés – „Morze Cortésa”, ang. Gulf of California lub Sea of Cortés) – duża i wąska zatoka leżąca na wschodnim Pacyfiku, rozpościerająca się wzdłuż północno-zachodniego wybrzeża Meksyku. Od zachodu zamyka ją górzysty Półwysep Kalifornijski, a od wschodu kontynentalne wybrzeże meksykańskie.

## Geografia
Zatoka ma 1240 km długości, a jej średnia szerokość sięga 153 km (u wyjścia 320 km). Ogólna powierzchnia wynosi 177 tys. km². Można ją podzielić na dwie części, które oddziela od siebie zwężenie wyznaczone przez wyspy Ángel de la Guarda i Tiburón. Północna część jest stosunkowo płytka, głębokość rzadko przekracza tu 180 m. W południowej części występuje kilka obniżeń, najgłębsze z nich ma ponad 3292 m. Występują tu jedne z największych pływów na Ziemi – na północnym krańcu poziom wody w zatoce może podnieść się aż o 9 metrów. Wpadają do niej rzeki: Kolorado (poprzez deltowate ujście u podnóża zatoki) oraz Rio Fuerte, Mayo, Sinaloa, Sonora, Yaqui z nadbrzeżnej wschodniej równiny. Główne porty morskie leżące nad jej brzegami to: La Paz na Półwyspie Kalifornijskim i Guaymas po drugiej wschodniej stronie zatoki.

## Fauna
Spotyka się tu ponad 890 gatunków ryb, z których ok. 90 to endemity, toteż zatoka jest swoistym laboratorium do badań podmorskiego życia. Znajdują się tu bogate w ryby (m.in. tuńczyki i sardynki) oraz skorupiaki (krewetki) łowiska. Na południowo-zachodnim wybrzeżu poławia się perły.
Ponadto występują tu okresowo liczne migrujące gatunki ssaków morskich, takich jak chociażby: humbaki. Spotyka się też żółwie morskie. Występuje tu także nieuchwytny morświn nazywany po hiszpańsku vaquita, czyli „krówka” – odkryty w 1958 roku gdy na plaży Półwyspu Kalifornijskiego znaleziono trzy czaszki tych zwierząt. W południowym rejonie zatoki w rowie tektonicznym Guaymas – mającym prawie 2000 metrów głębokości – żyją organizmy czerpiące energię z siarkowodoru, wydobywającego się z wylotów hydrotermalnych. Należą do nich między innymi kolonie rurkoczułkowców. Oprócz rybołówstwa przemysłowego region ten jest „mekką” wędkarzy sportowych.

## Historia
Zatoka została odkryta dla Europejczyków w 1532, przez ekspedycję pod dowództwem Nuñeza de Guzmána, którą wysłał Hernán Cortés. Początkowo Hiszpanie nie zdawali sobie sprawy, iż akwen ten jest zatoką. Trzy lata później sam Cortés poprowadził drugą wyprawę w ten rejon, tym razem przekroczono zatokę i udano się na Półwysep Kalifornijski. Ale dopiero w 1539 ostatecznie potwierdzono, iż Półwysep Kalifornijski nie jest wyspą (dzięki ekspedycji Francisco Ulloy). Ulloa nadał zatoce nazwę Mar Bermejo („Morze Cynobrowe”) ze względu na dużą ilość czerwonego planktonu obecnego w jej wodach. Natomiast badacz oceanów Jacques-Yves Cousteau ze względu na czystość akwenu i niezwykłej bioróżnorodności nazwał ją „akwarium świata”.